# 平田站 (岩手縣)
平田站（日语：／ Heita eki */?）是位於岩手縣釜石市大字平田，三陸鐵道的谷灣線車站。
車站愛稱為「漁火大觀音」。名稱取自從車站月台可望見釜石大觀音。

## 歷史
- 1984年（昭和59年）4月1日：三陸鐵道南谷灣線車站啟用。
- 2011年（平成23年）3月11日：發生東北地方太平洋近海地震（東日本大震災），使南谷灣線全線暫停營業。
- 2014年（平成26年）4月5日：此站至釜石站之間重開[1][2][3]。
- 2019年（平成31年）3月23日：東日本旅客鐵道釜石至宮古之間由三陸鐵道接管，此站成為谷灣線車站[4]。

## 車站構造
此站是高架車站，設有1面1線的單式月台。此站是無人車站。

## 使用狀況
在2018年度（平成30年度），一年總乘車人次為1,623人。
| 乘車人次變化       | 乘車人次變化 | 乘車人次變化 |
| 年度               | 總乘車人次   | 參考資料     |
| ------------------ | ------------ | ------------ |
| 2004年（平成16年） | 40,106       | [ 6 ]        |
| 2005年（平成17年） | 41,250       | [ 6 ]        |
| 2006年（平成18年） | 39,057       | [ 6 ]        |
| 2007年（平成19年） | 41,434       | [ 7 ]        |
| 2008年（平成20年） | 35,822       | [ 7 ]        |
| 2009年（平成21年） | 9,522        | [ 7 ]        |
| 2010年（平成22年） | 9,947        | [ 8 ]        |
| 2011年（平成23年） | 暫停營業     |              |
| 2012年（平成24年） | 暫停營業     |              |
| 2013年（平成25年） | 暫停營業     |              |
| 2014年（平成26年） | 1,876        | [ 9 ]        |
| 2015年（平成27年） | 2,320        | [ 9 ]        |
| 2016年（平成28年） | 1,384        | [ 9 ]        |
| 2017年（平成29年） | 412          | [ 5 ]        |
| 2018年（平成30年） | 1,623        | [ 5 ]        |

## 車站周邊
- 國道45號
- 岩手縣道249號櫻峠平田線（日语：岩手県道249号桜峠平田線）
- 釜石市立平田小學
- 釜石市立平田幼稚園
- 岩手縣水產技術中心
- 釜石平田郵局
- 水上超級市場平田店
- 上平田新城
- 三浦命助之碑

## 相鄰車站
三陸鐵道
■谷灣線
唐丹－平田－釜石

## 注腳
1. ↑  . 東海新報. 2012-01-01  [2012-01-30]. （原始内容存档于2012-01-04）.
2. ↑  . 三陸鉄道. 2013-02-15  [2013-02-16]. （原始内容存档于2013-03-02） （日语）.
3. ↑  . 岩手日報. 2014-01-02  [2014-01-11]. （原始内容存档于2014-01-03） （日语）.
4. ↑  . 毎日新聞 (毎日新聞社). 2019-03-23  [2019-03-24]. （原始内容存档于2019-03-23） （日语）.
5. 1 2   (PDF). 釜石市統計書（平成30年版）. 釜石市: 79. 2020-04-13  [2020-07-11]. （原始内容存档 (PDF)于2020-07-11）.
6. ↑   (PDF). 釜石市統計書（平成18年版）. 釜石市: 78. 2010-04-26  [2020-07-11]. （原始内容存档 (PDF)于2020-07-13） （日语）.
7. ↑   (PDF). 釜石市統計書（平成21年版）. 釜石市: 83. 2012-11-02  [2020-07-11]. （原始内容存档 (PDF)于2020-07-13） （日语）.
8. ↑   (PDF). 釜石市統計書（平成22年版）. 釜石市: 83. 2012-11-02  [2020-07-11]. （原始内容存档 (PDF)于2020-07-11） （日语）.
9. ↑   (PDF). 釜石市統計書（平成28年版）. 釜石市: 79. 2018-04-10  [2020-07-11]. （原始内容存档 (PDF)于2020-07-12） （日语）.

## 外部連結
- 車站·周邊資訊【平田站】 （页面存档备份，存于）（日語）：三陸鐵道